# Cúmulo Abell 2218
Abell 2218 es el cúmulo de galaxias más lejano desde el punto de vista de la observación astronómica desde la Tierra.
Consiste en un supercúmulo o agregado galáctico con más de 250 galaxias, situado a 2.345 millones de años luz y actualmente proyectado en la constelación Draco. Se estima que en él se encuentran galaxias de 13 000 millones de años de edad, o sea formadas apenas 750 millones de años inmediatamente luego del Big Bang.
Las características de la gravedad de este cúmulo permiten que el mismo actúe como una lente gravitacional. Es tan masivo y compacto que desvía y enfoca la luz de las galaxias situadas detrás de él. Ha permitido detectar una galaxia situada en un punto 5,58 de corrimiento al rojo la más distante registrada.